# قایق توپ‌دار آتاگو
قایق توپ‌دار آتاگو (به انگلیسی: Japanese gunboat Atago) یک کشتی بود که طول آن ۴۷٫۰ متر (۱۵۴٫۲ فوت) بود. این کشتی در سال ۱۸۸۷ ساخته شد.